# Meunasah Lueng (Jeunieb)
Meunasah Lueng is een bestuurslaag in het regentschap Bireuen van de provincie Atjeh, Indonesië. Meunasah Lueng telt 470 inwoners (volkstelling 2010).